# Hlubočinka
Hlubočinka je vesnice v okrese Praha-východ, je součástí obce Sulice. Nachází se 1 km na sever od Sulic. Prochází jí frekventovaná silnice II/603 z Prahy do Kamenice a dále k Benešovu. Je zde evidováno 332 adres.

## Popis
Obec je tvořena třemi odlišnými částmi: staré jádro obce kolem autobusové zastávky Sulice, Hlubočinka; menší průmyslová zóna podél silnice v severní části a moderní vilová zástavba u lesa. Na jihu Hlubočinky se zvedá návrší Mandava, kde je vybudován památník připomínající velké setkání husitů 29. září 1419.

## Historie
V knize Politický a školní Okres Vinohradský a Paměti i rozvoj Národních jeho škol z roku 1898 se stojí, že obyvatelé Hlubočinky se dříve živili převážně polním hospodářstvím nebo jako dělníci na panských dvorech.